# Amynthas
Amynthas ist eine Gattung von Wenigborstern aus der Familie der Megascolecidae (Riesenregenwürmer) in der Ordnung der Crassiclitellata (Regenwürmer im weiteren Sinne), deren mehrere hundert Arten insbesondere in Ostasien, Südostasien und Ozeanien verbreitet sind.

## Merkmale
Die Riesenregenwürmer der Gattung Amynthas haben zylindrische Körper und erreichen je nach Art unterschiedliche Körperlängen zwischen einigen Zentimetern und etwa drei Metern.
Charakteristische Merkmale der Gattung Amynthas sind laut Johan G. H. Kinberg ein oberseits am Vorderende sitzender, nicht durch den Hinterrand, sondern nur durch die Seitenränder deutlich ausgebildeter Kopflappen, der vom oberen, vorderen Teil des schmalen und kurzen Mundsegments gebildet wird, im Vergleich zu den hinteren Segmenten doppelt so lange vordere Segmente, zudem regelmäßig um jedes Segment angeordnete zahlreiche winzige Borsten, deren Anzahl an den hinteren Segmenten höher ist als den vorderen.
Kennzeichnend für die Gattung sind auch ein Paar Blindsäcke im 27. Segment und ein Kaumagen im 8. und 9. Segment. Die Riesenregenwürmer der Gattung Amynthas haben ein ringförmiges Clitellum, das vom 14., selten vom 13. bis 16. Segment reicht. Wie alle Gürtelwürmer sind sie Zwitter, deren unpaare weiblichen Geschlechtsöffnung ventral am 14. Segment, die beiden männlichen dahinter am 18., selten 19. Segment liegen. Die ein bis zwei Paar Hoden liegen wie bei anderen Regenwürmern im 10. und 11. oder nur 11. Segment, also vor den Eierstöcken im 13. Segment. Die Prostatae sind traubenförmig. Die Receptacula seminis sind meist paarig, selten zahlreich oder unpaar und münden in paarigen, selten zahlreichen oder unpaaren kleinen oder großen Öffnungen – wie auch bei anderen Megascolecidae – an allen oder manchen Furchen vom Übergang vom 4. zum 5. bis zum Übergang vom 9. zum 10. Segment nach außen, also immer vor den hodentragenden Segmenten. Es gibt keine Kopulationsbeutel.

## Entwicklungszyklus
Wie alle Gürtelwürmer sind die Riesenregenwürmer der Gattung Amynthas Zwitter und pflanzen sich geschlechtlich durch gegenseitige Begattung fort, wobei das Sperma des jeweiligen Sexpartners in den Receptacula seminis gespeichert wird. Mithilfe des kurzen Clitellums werden Kokons gebildet, in die beide Muttertiere ihre Eier legen und mit dem Sperma des Sexpartners besamen. Die Embryonen entwickeln sich im Kokon zu fertigen Regenwürmern.

## Lebensraum und Lebensweise
Die Amynthas-Regenwürmer sind wie andere Crassiclitellaten Bodenbewohner und Substratfresser, welche die organischen Bestandteile des verschluckten Substrats verdauen und durch seine Grabtätigkeit für eine Lockerung und Durchlüftung der Waldböden sorgen.

## Beispielarten und ihre Verbreitung
Johan Gustaf Hjalmar Kinberg beschrieb 1866 gleichzeitig mit der Gattung Amynthas (von ihm an einer Stelle auch Amyntas geschrieben) die auf der Pazifikinsel Guam heimische Typusart Amynthas aeruginosus. Seitdem sind über 400 Arten dieser Gattung beschrieben worden, wobei für die meisten der Status nicht geklärt ist.
Die vielleicht größte Art dieser Gattung wie auch der Familie der Riesenregenwürmer ist der im Tal des Mekong heimische Amynthas mekongianus (Synonym Megascolex mekongianus Cognetti, 1922), der Längen von fast 3 m erreichen kann.

## Arten
In der Gattung Amynthas sind folgende Arten beschrieben worden:
- Amynthas acinus Y. Hong & James, 2009
- Amynthas aeruginosus Kinberg, 1866 (Guam; Typusart)
- Amynthas agrestis (Goto and Hatai, 1899)
- Amynthas ailiaoensis James, H-T. Shih & H-W. Chang, 2005
- Amynthas alexandri (Beddard, 1900)
- Amynthas alveolatus Y. Hong & James, 2001
- Amynthas amis Shen, 2012
- Amynthas amplipapillatus Shen, 2012
- Amynthas angtanensis Y. Hong & James, 2014
- Amynthas angulatus Y. Hong, 2007
- Amynthas ani Y. Hong & James, 2009
- Amynthas aquilonius
- Amynthas arx Blakemore, 2013
- Amynthas aspergillum (Perrier, 1872)
- Amynthas assimilis Y. Hong & Kim, 2002
- Amynthas bacoensis Y. Hong & James, 2004
- Amynthas baekamensis Y. Hong & James, 2009
- Amynthas baemsagolensis Y. Hong & James, 2001
- Amynthas baikmudongensis Y. Hong, 2017
- Amynthas banlaoensis Y. Hong, 2010
- Amynthas biconcavus Quan & Zhong, 1989
- Amynthas bilineatus C-F. Tsai & H-P. Shen, 2007
- Amynthas bimontis Shen, 2014
- Amynthas binoculatus C-F. Tsai, Shen & S-C. Tsai, 1999
- Amynthas biorbis C-F. Tsai & Shen, 2010
- Amynthas boletiformis Y. Hong & James, 2001
- Amynthas borealis Panha & Bantaowong, 2011
- Amynthas bouchei Zhao & Qiu, 2009
- Amynthas bubonis Y. Hong & James, 2001
- Amynthas calculatus Y. Hong & James, 2009
- Amynthas catenus C-F. Tsai, Shen & S-C. Tsai, 2001
- Amynthas chiakensis Y. Hong & James, 2013
- Amynthas chilanensis C-F. Tsai & S-C. Tsai, 2007
- Amynthas comptus (Gates, 1932)
- Amynthas conferticurtus Y. Hong & James, 2009
- Amynthas cruxus C-F. Tsai & Shen, 2007
- Amynthas cucullatus Y. Hong & James, 2009
- Amynthas cuneatus Y. Hong & James, 2001
- Amynthas dabudongensis Y. Hong & James, 2009
- Amynthas dageletensis Y. Hong & Kim, 2005
- Amynthas dauli
- Amynthas defecta (Gates, 1930)
- Amynthas deogyusanensis Y. Hong & James, 2001
- Amynthas diaoluomontis J. Sun, Q. Zhao & Qiu, 2009
- Amynthas diffringens (Baird, 1869)
- Amynthas dilatatus Qiu & Jiang, 2014
- Amynthas dinganensis Qiu & Zhao, 2013
- Amynthas dorualis
- Amynthas douliouensis Shen & Chang, 2016
- Amynthas draconis Y. Hong & James, 2001
- Amynthas eastoni Y. Hong & James, 2001
- Amynthas edwardsi Zhao & Qiu, 2009
- Amynthas eleganus Qiu, Y. Hong & Wei, 1991
- Amynthas eltoni K. Lee, 1981
- Amynthas endophilus Zhao & Qiu, 2013
- Amynthas ephippiatus Y. Hong & W-K. Lee, 2001
- Amynthas erroneous A.D. Nguyen & T.T. Nguyen, 2015
- Amynthas exiguus (Gates, 1930)
- Amynthas fasciiformis Y. Hong & James, 2001
- Amynthas fenestrus Shen, S-C. Tsai & C-F. Tsai, 2003
- Amynthas fucosus (Gates, 1933)
- Amynthas gageodo Blakemore, 2012
- Amynthas geomunensis Y. Hong & James, 2001
- Amynthas gilvus Sun & Qiu, 2016
- Amynthas gongjuensis Y. Hong, 2002
- Amynthas gracilis (Kinberg, 1867)
- Amynthas gyeryongensis Y. Hong, 2002
- Amynthas gyneongriae Y. Hong & James, 2013
- Amynthas halconensis Y. Hong & James, 2004
- Amynthas hasamensis Y. Hong, 2011
- Amynthas hauyhowensis Y. Hong & James, 2014
- Amynthas heaneyi James, 2004
- Amynthas hengchunensis James, Shih & H-W. Chang, 2005
- Amynthas heshanensis W-X. Zhang, J-X. Li & Qiu, 2006
- Amynthas hilgendorfi (Michaelsen, 1892)
- Amynthas hohuanmontis C-F. Tsai, Shen & S-C. Tsai, 2002
- Amynthas homoeotrochus Cognetti, 1912
- Amynthas hongyehensis C-F. Tsai & Shen, 2010
- Amynthas hsiyinensis Shen & Chih, 2014
- Amynthas huangi James, Shih & H-W. Chang, 2005
- Amynthas hupbonensis (Stephenson, 1931)
- Amynthas infuscuatus Jiang & Sun, 2014
- Amynthas isarogensis Y. Hong & James, 2004
- Amynthas jamesi Y. Hong, 2007
- Amynthas jangbogoi Y. Hong & James, 2001
- Amynthas jiangmenensis W-X. Zhang, J-X. Li & Qiu, 2006
- Amynthas jindoensis Y. Hong & James, 2001
- Amynthas kaopingensis James, Shih & H-W. Chang, 2005
- Amynthas khamlai Y. Hong, 2010
- Amynthas kimhaeiensis Y. Hong & James, 2001
- Amynthas kinmenensis Shen, C-H. Chang, C-L. Li, Chih & J-H. Chen, 2013
- Amynthas laceratus Y. Hong & James, 2009
- Amynthas leshanensis Sun & Qiu, 2016
- Amynthas libratus C-F. Tsai & Shen, 2010
- Amynthas longicauliculatus (Gates, 1931)
- Amynthas malinaoensis Y. Hong & James, 2004
- Amynthas megapapillatus Qiu, Y. Hong & Wei, 1991
- Amynthas mekongianus (Cognetti, 1922)
- Amynthas mindoroensis Y. Hong & James, 2004
- Amynthas mirifius
- Amynthas moakensis Y. Hong & Kim, 2002
- Amynthas monsoonus James, H.-T. Shih & H.-W. Chang, 2005
- Amynthas morrisi (Beddard, 1892)
- Amynthas mujuensis
- Amynthas mujuensis Y. Hong & Kim, 2002
- Amynthas multimaculatus Y. Hong & W.K. Lee, 2001
- Amynthas mutabilitas Shen, 2012
- Amynthas naejangensis Y. Hong & James, 2001
- Amynthas namhaensis Y. Hong & James, 2014
- Amynthas namphouinensis Y. Hong, 2008
- Amynthas nanganensis
- Amynthas nanrenensis James, H-T. Shih & H-W. Chang, 2005
- Amynthas nanshanensis Shen, S-C. Tsai & C-F. Tsai, 2003
- Amynthas naphopensis Y. Hong, 2010
- Amynthas nhonmontis A.D. Nguyen & T.T. Nguyen, 2015
- Amynthas obsoletus Qiu & Sun, 2013
- Amynthas octopapillatus Sun, Zhao & Qiu, 2009
- Amynthas odaesanensis Y. Hong & James, 2001
- Amynthas omeimontis
- Amynthas omodeoi Zhao & Qiu, 2009
- Amynthas orbicularis Sun & Jiang, 2016
- Amynthas oviformis Y. Hong & James, 2001
- Amynthas padasensis
- Amynthas pagyeiensis Y. Hong, 2001
- Amynthas paiki Y. Hong, 2001
- Amynthas palgongensis Y. Hong, 2001
- Amynthas papulosus (Rosa, 1896)
- Amynthas pavimentus C-F. Tsai & Shen, 2010
- Amynthas penpuensis Shen, S-C. Tsai & C-F. Tsai, 2003
- Amynthas perichaeta Beddard, 1900
- Amynthas phaedeangensis Y. Hong, 2010
- Amynthas phatubensis Panha & Bantaowong, 2011
- Amynthas philippinenssis Y. Hong & James, 2004
- Amynthas piagolensis Y. Hong & James, 2001
- Amynthas polyglandularis
- Amynthas proasacceus C-F. Tsai, Shen & S-C. Tsai, 2001
- Amynthas pulvinus
- Amynthas pyeongchangensis Y. Hong & James, 2009
- Amynthas quadriorbis Shen & Chang, 2016
- Amynthas quinqueconvexus Y. Hong & James, 2009
- Amynthas retortus Sun & Jiang, 2016
- Amynthas righii Y. Hong & James, 2001
- Amynthas robustus (Perrier, 1872)
- Amynthas samgaki Y. Hong, 2011
- Amynthas sanchongensis Y. Hong & James, 2001
- Amynthas sangirensis
- Amynthas sangumburi
- Amynthas sangyeoli Y. Hong & James, 2001
- Amynthas sexpectatus C-F. Tsai, Shen & S-C. Tsai, 1999
- Amynthas shinanmontis C-F. Tsai & H-P. Shen, 2007
- Amynthas shinjiroi Y-H. Wang & Shih, 2010
- Amynthas siam Blakemore, 2011
- Amynthas sinsiensis Y. Hong & James, 2001
- Amynthas sladeni Lee, 1981
- Amynthas songnisanensis Y. Hong & W.K. Lee, 2001
- Amynthas sonjaesiki Y. Hong & James, 2009
- Amynthas srinan Panha & Bantaowong, 2011
- Amynthas tabulatus Y. Hong & James, 2009
- Amynthas taebaekensis Y. Hong & James, 2001
- Amynthas taiwumontis Shen, C-H. Chang, C-L. Li, Chih & J-H. Chen, 2013
- Amynthas tantulus Shen, S-C. Tsai & C-F. Tsai, 2003
- Amynthas tayalis Tsai, C-F., Shen & S-C. Tsai, 1999
- Amynthas tenuis Qiu & Jiang (Jibao), 2013
- Amynthas tessellatus Shen, C-F. Tsai & S-C. Tsai, 2002
- Amynthas tetrapapillatus Quan & Zhong, 1989
- Amynthas tontong Panha & Bantaowong, 2011
- Amynthas tralfamadore Blakemore, 2013
- Amynthas tsou Shen & Chang, 2016
- Amynthas tungpuensis C-F. Tsai, Shen & S-C. Tsai, 1999
- Amynthas uvaglandularis Shen, S-C. Tsai & C-F. Tsai, 2003
- Amynthas vanhi Y. Hong & James, 2014
- Amynthas vicinus Y. Hong & James, 2001
- Amynthas wangi Shen, F-C. Tsai & C-S. Tsai, 2003
- Amynthas wonjuensis Y. Hong & James, 2013
- Amynthas wuhumontis Shen, C-H. Chang, C-L. Li, Chih & J-H. Chen, 2013
- Amynthas wujhouensis Shen, C-H. Chang, C-L. Li, Chih & J-H. Chen, 2013
- Amynthas wulinensis C-F. Tsai, Shen & S-C. Tsai, 2001
- Amynthas wuzhimontis Sun & Qiu, 2015
- Amynthas yamade Blakemore, 2010
- Amynthas yeoi Y. Hong, 2002
- Amynthas yongshilensis Y. Hong & James, 2001
- Amynthas youngtai Y. Hong & James, 2001
- Amynthas yunseondoi Y. Hong, 2007
- Amynthas zhongi Qiu & Wangwei, 1991
- Amynthas zonarius Sun & Qiu, 2015